# Piriqueta plicata
Piriqueta plicata är en passionsblomsväxtart som beskrevs av Ignatz Urban. Piriqueta plicata ingår i släktet Piriqueta och familjen passionsblomsväxter. Inga underarter finns listade i Catalogue of Life.